# Tour préliminaire à la Coupe d'Asie des nations de football 1996
Cette page présente le tour préliminaire à la Coupe d'Asie des nations 1996.
Trente-cinq pays affiliés à l'AFC s'engagent dans la 11e édition de la Coupe d'Asie des nations. Le Japon, tenant du titre et les Émirats arabes unis, pays hôte du tournoi final, sont directement qualifiés et ne dispute pas ces éliminatoires.

Ce tour préliminaire concerne donc 21 équipes asiatiques, réparties en 10 groupes géographiques. La meilleure équipe de chaque groupe est qualifiée pour la phase finale aux Émirats arabes unis.
Bahreïn et le Bangladesh déclarent forfait, par conséquent seules 33 équipes concourent.

## Tour préliminaire

### Groupe 1:Corée du Sud
- Tournoi à Hô-Chi-Minh-Ville au Viêt Nam :

| Rang | Équipe         | Pts | J | G | N | P | Bp | Bc | Diff |  | Résultats      |  |     |     |     |
| ---- | -------------- | --- | - | - | - | - | -- | -- | ---- |  | -------------- |  | --- | --- | --- |
| 1    | Corée du Sud   | 9   | 3 | 3 | 0 | 0 | 17 | 0  | +17  |  | Corée du Sud   |  | 4-0 | 4-0 | 9-0 |
| 2    | Viêt Nam       | 6   | 3 | 2 | 0 | 1 | 13 | 5  | +8   |  | Viêt Nam       |  |     | 4-1 | 9-0 |
| 3    | Taipei chinois | 3   | 3 | 1 | 0 | 2 | 10 | 10 | 0    |  | Taipei chinois |  |     |     | 9-2 |
| 4    | Guam           | 0   | 3 | 0 | 0 | 3 | 2  | 27 | -25  |  | Guam           |  |     |     |     |

### Groupe 2:Chine
- Tournoi à Hong Kong :

| Rang | Équipe      | Pts | J | G | N | P | Bp | Bc | Diff |  | Résultats   |  |     | Macao |     |
| ---- | ----------- | --- | - | - | - | - | -- | -- | ---- |  | ----------- |  | --- | ----- | --- |
| 1    | Chine       | 9   | 3 | 3 | 0 | 0 | 16 | 1  | +15  |  | Chine       |  | 2-0 | 7-1   | 7-0 |
| 2    | Hong Kong   | 6   | 3 | 2 | 0 | 1 | 12 | 3  | +9   |  | Hong Kong   |  |     | 4-1   | 8-0 |
| 3    | Macao       | 3   | 3 | 1 | 0 | 2 | 7  | 12 | -5   |  | Macao       |  |     |       | 5-1 |
| 4    | Philippines | 0   | 3 | 0 | 0 | 3 | 1  | 20 | -19  |  | Philippines |  |     |       |     |

### Groupe 3:Thaïlande
- Tournoi aller à Bangkok en Thaïlande, tournoi retour à Singapour :

| Rang | Équipe    | Pts | J | G | N | P | Bp | Bc | Diff |  | Résultats |     |     |     |     |
| ---- | --------- | --- | - | - | - | - | -- | -- | ---- |  | --------- | --- | --- | --- | --- |
| 1    | Thaïlande | 14  | 6 | 4 | 2 | 0 | 31 | 5  | +26  |  | Thaïlande |     | 1-1 | 5-1 | 8-0 |
| 2    | Singapour | 12  | 6 | 3 | 3 | 0 | 16 | 7  | +9   |  | Singapour | 2-2 |     | 2-2 | 5-2 |
| 3    | Birmanie  | 7   | 6 | 2 | 1 | 3 | 11 | 20 | -9   |  | Birmanie  | 1-7 | 0-4 |     | 4-1 |
| 4    | Maldives  | 0   | 6 | 0 | 0 | 6 | 4  | 30 | -26  |  | Maldives  | 0-8 | 0-2 | 1-3 |     |

### Groupe 4:Indonésie
- Tournoi à Kuala Lumpur en Malaisie :

| Rang | Équipe    | Pts | J | G | N | P | Bp | Bc | Diff |  | Résultats |  |     |     |
| ---- | --------- | --- | - | - | - | - | -- | -- | ---- |  | --------- |  | --- | --- |
| 1    | Indonésie | 4   | 2 | 1 | 1 | 0 | 7  | 1  | +6   |  | Indonésie |  | 0-0 | 7-1 |
| 2    | Malaisie  | 4   | 2 | 1 | 1 | 0 | 5  | 2  | +3   |  | Malaisie  |  |     | 5-2 |
| 3    | Inde      | 0   | 2 | 0 | 0 | 2 | 3  | 12 | -9   |  | Inde      |  |     |     |

### Groupe 5:Iran
- Tournoi aller à Téhéran en Iran, tournoi retour à Mascate, à Oman :

| Rang | Équipe    | Pts | J | G | N | P | Bp | Bc | Diff |  | Résultats |     |     |      | Drapeau du Népal |
| ---- | --------- | --- | - | - | - | - | -- | -- | ---- |  | --------- | --- | --- | ---- | ---------------- |
| 1    | Iran      | 18  | 6 | 6 | 0 | 0 | 27 | 1  | +26  |  | Iran      |     | 2-0 | 7-0  | 8-0              |
| 2    | Oman      | 12  | 6 | 4 | 0 | 2 | 23 | 5  | +18  |  | Oman      | 1-2 |     | 10-0 | 7-0              |
| 3    | Sri Lanka | 6   | 6 | 2 | 0 | 4 | 5  | 25 | -20  |  | Sri Lanka | 0-4 | 0-3 |      | 2-0              |
| 4    | Népal     | 0   | 6 | 0 | 0 | 6 | 2  | 26 | -24  |  | Népal     | 0-4 | 1-2 | 1-3  |                  |

### Groupe 6:Irak
- Tournoi à Amman en Jordanie :

| Rang | Équipe   | Pts | J | G | N | P | Bp | Bc | Diff |  | Résultats |  |     |     |  |
| ---- | -------- | --- | - | - | - | - | -- | -- | ---- |  | --------- |  | --- | --- |  |
| 1    | Irak     | 6   | 2 | 2 | 0 | 0 | 4  | 0  | +4   |  | Irak      |  | 1-0 | 3-0 |  |
| 2    | Jordanie | 3   | 2 | 1 | 0 | 1 | 4  | 1  | +3   |  | Jordanie  |  |     | 4-0 |  |
| 3    | Pakistan | 0   | 2 | 0 | 0 | 2 | 0  | 7  | -7   |  | Pakistan  |  |     |     |  |

### Groupe 7:Syrie
| Rang | Équipe     | Pts | J | G | N | P | Bp | Bc | Diff |  | Résultats  |     |     |     |
| ---- | ---------- | --- | - | - | - | - | -- | -- | ---- |  | ---------- | --- | --- | --- |
| 1    | Syrie      | 9   | 4 | 3 | 0 | 1 | 6  | 2  | +4   |  | Syrie      |     | 3-1 | 2-0 |
| 2    | Qatar      | 6   | 4 | 2 | 0 | 2 | 5  | 4  | +1   |  | Qatar      | 1-0 |     | 3-0 |
| 3    | Kazakhstan | 3   | 4 | 1 | 0 | 3 | 1  | 6  | -5   |  | Kazakhstan | 1-0 | 0-1 |     |

### Groupe 8:Ouzbékistan
| Rang | Équipe      | Pts | J | G | N | P | Bp | Bc | Diff |  | Résultats   |     |  |  |
| ---- | ----------- | --- | - | - | - | - | -- | -- | ---- |  | ----------- | --- |  |  |
| 1    | Ouzbékistan | 3   | 2 | 1 | 0 | 1 | 5  | 4  | +1   |  | Ouzbékistan | 5-0 |  |  |
| 2    | Tadjikistan | 3   | 2 | 1 | 0 | 1 | 4  | 5  | -1   |  | Tadjikistan | 4-0 |  |  |

### Groupe 9:Arabie saoudite
- Tournoi à Riyad en Arabie saoudite :

| Rang | Équipe          | Pts | J | G | N | P | Bp | Bc | Diff |  | Résultats       |     |     |     |
| ---- | --------------- | --- | - | - | - | - | -- | -- | ---- |  | --------------- | --- | --- | --- |
| 1    | Arabie saoudite | 12  | 4 | 4 | 0 | 0 | 10 | 0  | +10  |  | Arabie saoudite |     | 3-0 | 4-0 |
| 2    | Kirghizistan    | 3   | 4 | 1 | 0 | 3 | 3  | 7  | -4   |  | Kirghizistan    | 0-2 |     | 3-1 |
| 3    | Yémen           | 3   | 4 | 1 | 0 | 3 | 2  | 8  | -6   |  | Yémen           | 0-1 | 1-0 |     |

### Groupe 10:Koweït
| Rang | Équipe       | Pts | J | G | N | P | Bp | Bc | Diff |  | Résultats    |     |     |     |
| ---- | ------------ | --- | - | - | - | - | -- | -- | ---- |  | ------------ | --- | --- | --- |
| 1    | Koweït       | 8   | 4 | 2 | 2 | 0 | 9  | 5  | +4   |  | Koweït       |     | 0-0 | 2-0 |
| 2    | Liban        | 7   | 4 | 2 | 1 | 1 | 7  | 6  | +1   |  | Liban        | 3-5 |     | 3-1 |
| 3    | Turkménistan | 1   | 4 | 0 | 1 | 3 | 3  | 8  | -5   |  | Turkménistan | 2-2 | 0-1 |     |

## Qualifiés
- Corée du Sud
- Chine
- Thaïlande
- Indonésie
- Iran
- Irak
- Syrie
- Ouzbékistan
- Arabie saoudite
- Koweït

+  Japon (tenant du titre) et  Émirats arabes unis (pays-hôte)